# Vũ Hòa (xã)
Vũ Hòa là một xã thuộc huyện Đức Linh, tỉnh Bình Thuận, Việt Nam.

## Địa lý
Xã Vũ Hòa nằm về phía đông nam huyện Đức Linh, cách trung tâm huyện 3 km theo tỉnh lộ ĐT. 720, có vị trí địa lý:
- Phía đông giáp huyện Tánh Linh
- Phía tây giáp xã Nam Chính
- Phía tây nam giáp xã Đức Hạnh
- Phía bắc giáp thị trấn Võ Xu.

Xã Vũ Hòa có diện tích 23,61 km², dân số tháng 8 năm 2016 là 8.680 người, mật độ dân số đạt 368 người/km².

## Lịch sử
Ngày 28 tháng 11 năm 1983, Hội đồng Bộ trưởng Quyết định 140-HĐBT về việc chia xã Võ Xu thành hai xã lấy tên là xã Võ Xu và xã Vũ Hòa.